# JD·萬斯
詹姆斯·大衛·万斯（1984年8月2日—），常用名JD·万斯或J·D·万斯，出生名詹姆斯·唐納·鮑曼（英語：James Donald Bowman），美国作家、創業投資人及共和黨政治人物，現任（第50任）美国副总统，在担任副总统期间，万斯还担任共和党全国委员会财务主席。此前曾于2023年至2025年担任美国参议院议员。
万斯成名於他的前半生回憶錄《絕望者之歌》，該書講述自己在阿巴拉契亞地區的貧困早年生活、成長過程中接受的價值觀，以及該地區的一些社會問題。該書於2016年和2017年兩度名列《紐約時報》暢銷書榜榜首，並於2017年入圍戴頓文學和平獎的決賽名單。該書亦於2016年美國選舉期間備受美國媒體關注，成為外界了解美國白人工人階級的窗口。《絕望者之歌》除受到廣大的關注和正面回響外，亦受到了不少批評。
萬斯於2022年當選俄亥俄州聯邦參議員，在任一年多便在2024年共和黨全國代表大會上被提名為唐納·川普的競選搭檔，成為副總統候選人；同年11月的大選中，他成功當選副總統，并于2025年1月20日宣誓就职，成為美國第一位千禧世代副總統。
萬斯被認為有民族保守主義、右翼民粹主義等傾向，然而他稱自己屬於後自由主義右派（postliberal right）。在外交方面尤爲突出，萬斯公開批評拜登政府對烏克蘭的援助計劃，亦曾表示不在乎俄羅斯入侵烏克蘭，他指出俄烏戰爭分散美國的注意力，並認為中华人民共和国是美國的最大威脅。

## 早年
1984年8月，幼時全名為詹姆斯·唐納·鮑曼（英語：James Donald Bowman，當時隨父姓，後因父母離異改隨母姓）的詹姆斯·大衛·万斯生於俄亥俄州米德尔敦，生父母分別為唐納·鮑曼（英語：Donald Bowman，1959–2023）和貝弗·万斯（英語：Bev Vance，生於1961），兩人於万斯幼年時期便離異，之後万斯由母親的第三任丈夫收養。万斯有一名為琳賽（英語：Lindsay）的姊姊，姊姊於母親19歲時出生。万斯年幼時，母親因長年服用止痛藥而飽受藥癮困擾，之後甚至染上海洛因，並多次離婚。由於父母未能提供自己和姊姊穩定的家庭環境，因此姊弟倆主要由外祖父母撫養長大。

## 從軍及教育

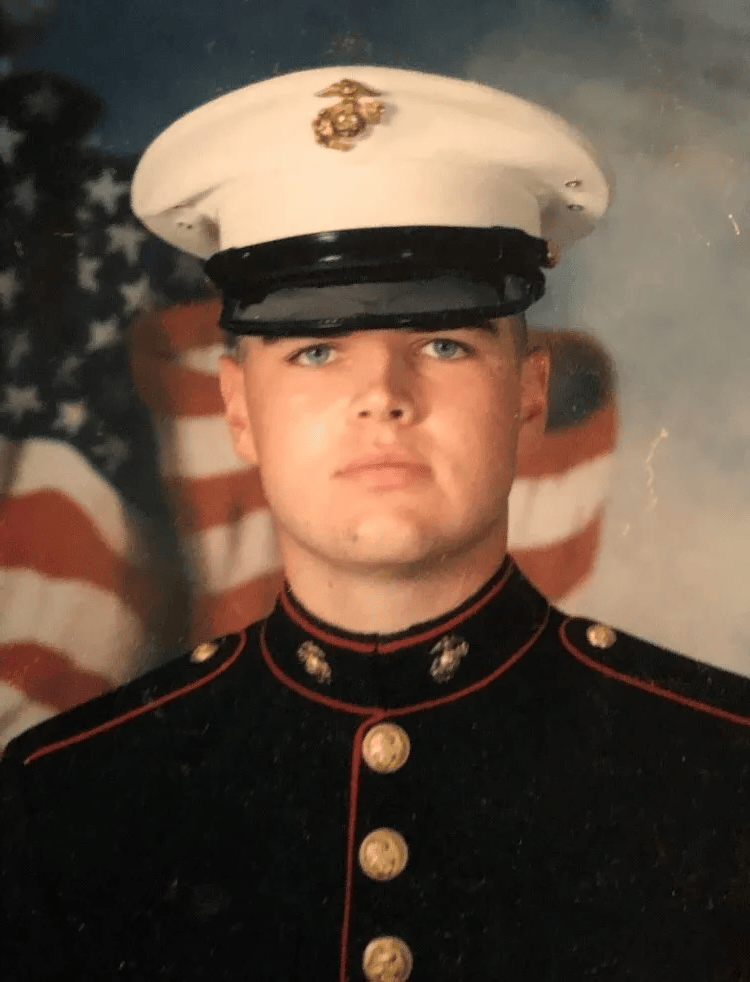
身穿美國海軍陸戰隊服裝的范斯，攝於2003年

万斯高中時期就讀位於自己家鄉的公立學校米德爾敦高中（Middletown High School）。高中畢業後，他進入美國海軍陸戰隊服役，並曾被派遣到伊拉克，為美軍的公共事務部門服務。退伍後，万斯至俄亥俄州哥倫布的俄亥俄州立大学就讀，並獲得了文學士學位。就讀大學期間，他曾為時任俄亥俄州参议院的參議員鮑勃·舒勒工作。
自俄亥俄州立大學畢業後，万斯前往耶魯法學院深造並獲得了法律博士學位。在那裡，他與未來的加拿大保守黨眾議院議員賈米爾·吉瓦尼建立了密切的友誼。在耶魯第一年的導師為蔡美儿，蔡教授於日後万斯決定撰寫自傳的時候給予不少鼓勵。

## 職業生涯

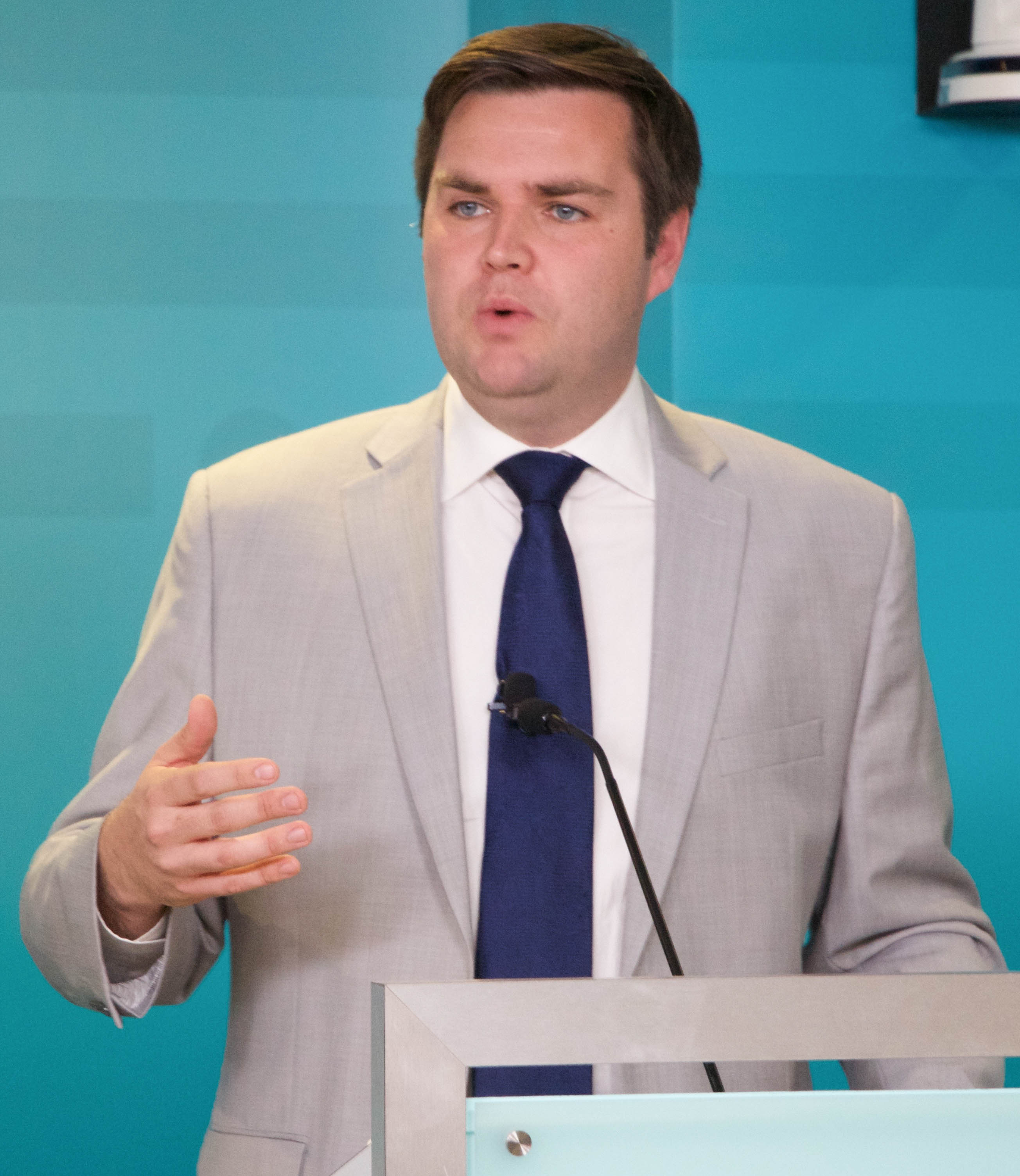
2017年的范斯

自法學院畢業後，万斯在Sidley Austin LLP工作，之後万斯搬到舊金山，在科技行業擔任風險資本家。万斯受聘於彼得·泰爾的風險投資公司秘銀資產管理有限公司（Mithril Capital Management LLC），擔任主管職位。期間為2016年至2017年。
2016年，Harper出版了万斯的書《絕望者之歌：一個家庭和文化的危機回憶錄》。該書在2016年和2017年登上《紐約時報》暢銷書榜，並稱它是「幫助理解特朗普勝利的六本最佳書籍之一」。它亦是2017年戴頓文學和平獎的決選入圍作品，並獲得了2017年Audie非小說類獎。《華盛頓郵報》稱它為「鐵銹地帶的聲音」，而《新共和》批評它為「自由媒體最喜歡的白垃圾解釋者」和「藍色美國的假先知」。西維吉尼亞州出身的經濟學家威廉·伊斯特利批評這本書，寫道：「對一群人的粗略分析——沿海精英、飛越美國、穆斯林、移民、沒有大學學位的人，你能想到的——已經成為常態。而這正在扼殺我們的政治。」
2016年12月，万斯表示自己打算回到俄亥俄州，計畫在當地創辦一家關注鏽帶地區藥物濫用問題的非營利組織，也有意參選公職。該組織日後成立，被命名為「我們俄亥俄的復興」（英語：Our Ohio Renewal）。
2017年1月，万斯成為有線電視新聞網的評論員。3月，万斯加入美國在线前執行長斯蒂芬·凯斯創辦的風險投資公司 Revolution LLC，成為合夥人。負責擴展「Rest的崛起」計劃，該計劃專注於在硅谷和紐約市科技泡沫以外的欠發達地區進行投資。
2017年4月，朗·霍華簽約同意執導《絕望者之歌》的電影版。該片於2020年由Netflix發行，由歐文·阿斯塔洛斯和加布里埃爾·巴索分別飾演万斯。
2019年，万斯共同創立了總部位於俄亥俄州辛辛那提的納亞資本（Narya Capital），投資者包括彼得·泰爾、Google前執行長埃里克·施密特、網景通訊公司創始人马克·安德里森。2020年，他為納亞資本籌到9,300萬美元。
2020年，他為公司籌集了9300萬美元。万斯與蒂爾和前特朗普顧問達倫·布蘭頓共同投資了Rumble，一個在政治右派中受歡迎的加拿大在線視頻平台。

## 美国参议院生涯（2023—2025）

### 2022年競選活動

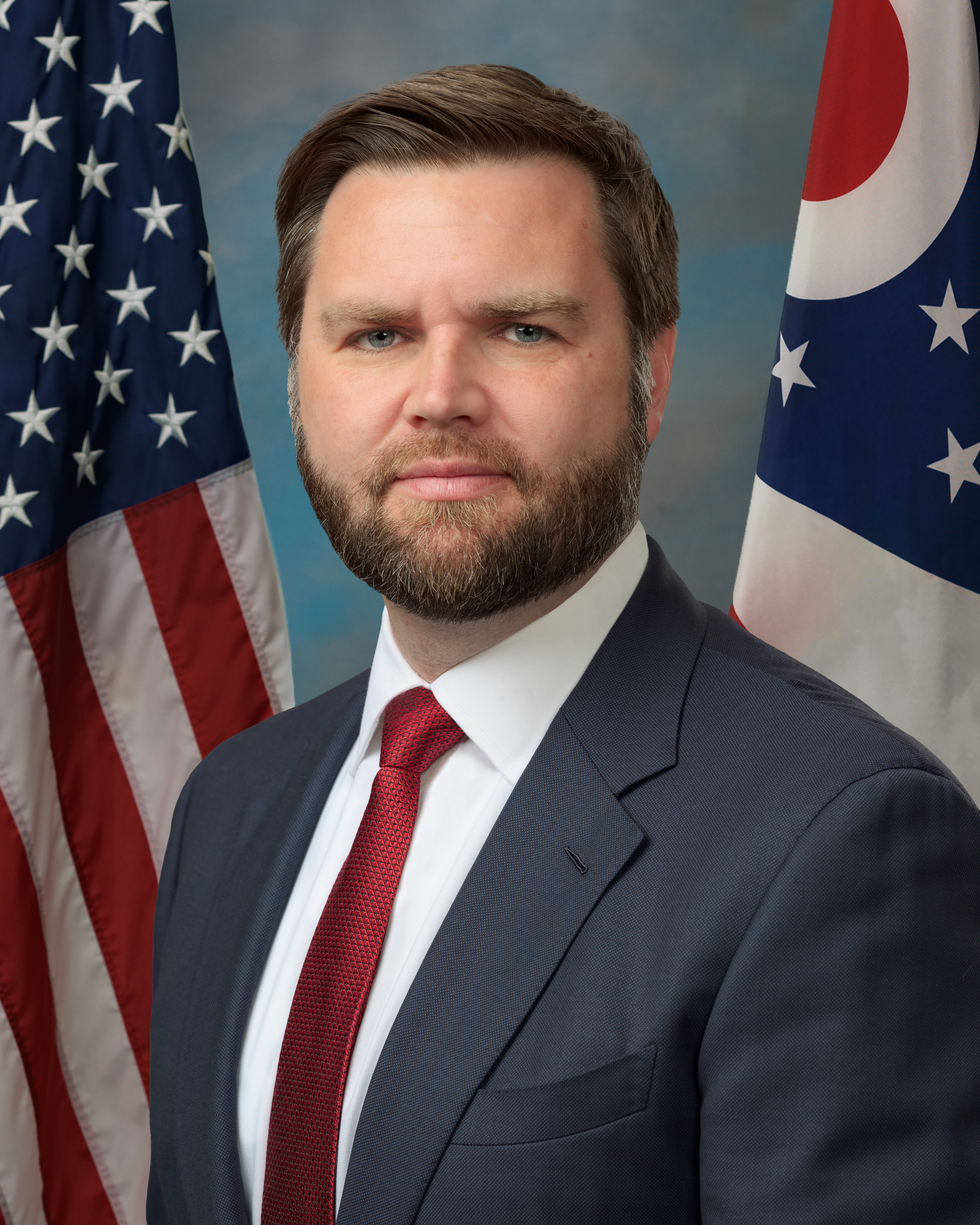
參議員万斯（2023年）

2018年初，万斯曾考虑挑戰谢罗德·布朗的參議員職位，但最终没有實行。2021年3月，彼得·蒂尔向 “保护俄亥俄价值观”（Protect Ohio Values）捐赠了1000万美元，这是一个于 2 月份成立的超级政治行动委员会，旨在支持万斯的潜在参选。罗伯特·默瑟（Robert Mercer）也捐献了一笔金额不详的款项。4月，万斯表示有意竞选罗伯·波特曼空出的参议员席位。5月，他成立了一个試探委员会。
万斯最終于2021年7月1日宣布竞选俄亥俄州参议员。2022年5月3日，他以32%的得票率赢得共和党初选，击败了包括喬許·曼德爾（Josh Mandel，23%）和马特·多兰（Matt Dolan，22%）在内的多名候选人。11月8日，在大选中，万斯以53%的得票率击败民主党提名人提姆·瑞安。与俄亥俄州其他共和党人相比，这一得票率被认为远远低于预期，尤其是在同时举行的州长选举中。

2022年俄亥俄州聯邦參議員選舉結果

虽然万斯以前经常在自己名字的首字母后面加上句号（“J.D.”）——包括在出版《乡下人的挽歌》时——但在成为公职候选人后，他去掉了句号，放弃了这种风格（“JD”）。

### 參議員任期
2023年1月3日，万斯在参议院宣誓就职，成为第118届美国国会议员。
2024年7月中旬的数据显示，万斯在参议院发表了45次演讲，提出了57项立法议案，但无一获得参议院通过；他还与他人共同提出了288项议案，其中两项议案同时获得参众两院通过，但被拜登总统否决。
据Axios报道，万斯在拜登政府高层官员明显参与之前，就对2023年俄亥俄州东巴勒斯坦火车出轨事件做出了回应。万斯批评拜登政府对一列载有有毒化学物质的火车出轨事件反应迟钝，这些化学物质后来在受控燃烧中被释放。拜登政府表示，联邦调查人员在脱轨事故发生后很快就赶到了现场，但最终还是派交通部长彼得·布蒂吉格去了现场。万斯的办公室在脱轨事故发生一天后就在社交媒体上发布了消息，并在10天内发表了官方声明。万斯本人也在脱轨事故发生两周后访问了该地区。2月26日，万斯在《华盛顿邮报》上发表了一篇社论对页版，支持向受脱轨事故影响的人们提供工资保障計畫的资金，一些共和党参议员对此提出了批评。
3月1日，万斯和同为俄亥俄州参议员的谢罗德·布朗共同提出两党立法，以防止类似东巴勒斯坦的脱轨事故。
2023年6月，万斯与参议员伊丽莎白·沃伦合作，要求在大银行倒闭时收回高管薪酬。同月，他投票反对提高债务上限，反对最终通过《2023 年财政责任法案》，并称这将导致 “在面对中国日益上升的威胁时削减军队”。
2023年7月，万斯和众议员玛乔丽·泰勒·格林提出立法，将为未成年人提供性别确认护理定为联邦犯罪，最高可判处12年监禁。
2024年6月，万斯提出了《废除联邦多元化、公平和包容计划法案》（Dismantle DEI Act），该法案将禁止联邦多元化、公平和包容计划以及为接受联邦资金的机构、承包商和组织提供资金。
自2024年成为共和党副总统提名人以来，万斯没有参加过任何参议院投票。
2025年1月10日，即將接任副總統的萬斯辭去聯邦參議員職務。1月17日，俄亥俄州州長麥克·德文提名喬恩·赫斯特德待萬斯成為副總統後接替參議員一職。

## 2024年副總統競選活動

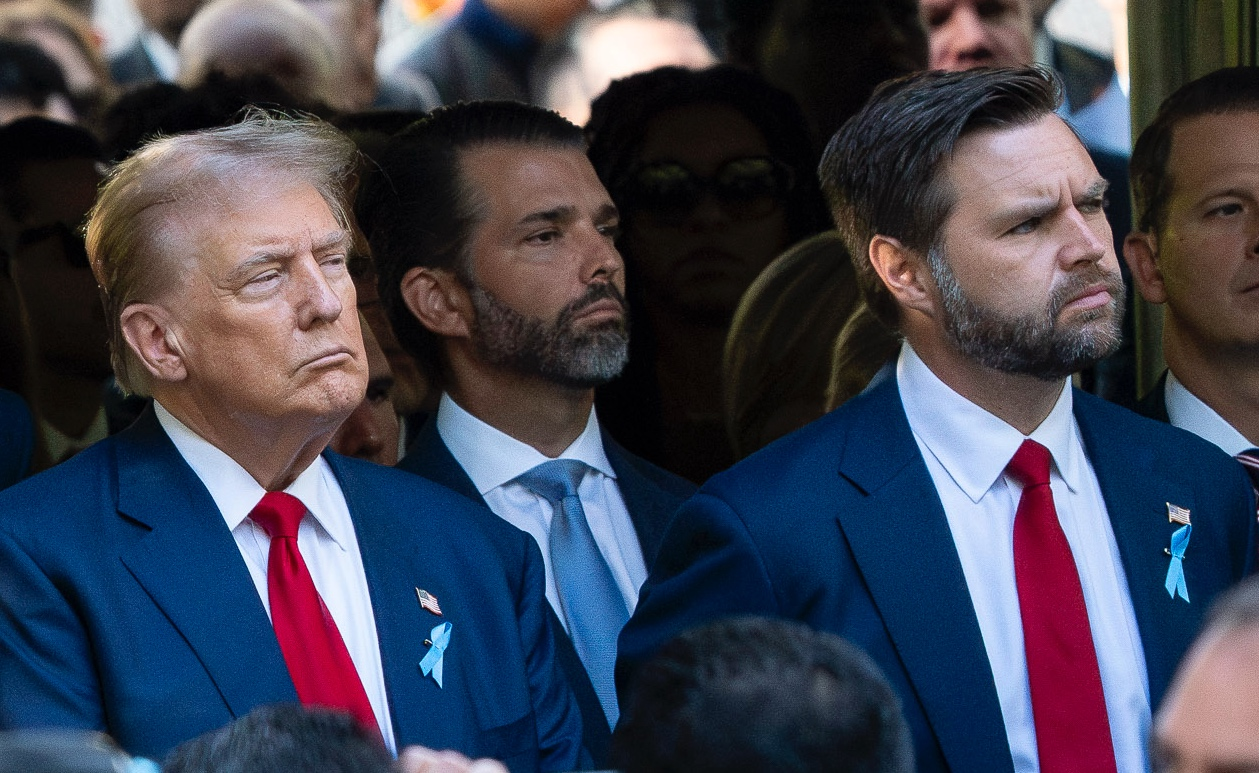
出席2024年911襲擊事件紀念儀式會的特朗普和萬斯

2023年1月31日，万斯在2024年共和黨總統初選中支持前總統唐納德·特朗普。
2024年7月15日，在2024年共和黨全國代表大會期間，特朗普在Truth Social上宣布選擇万斯作為他的競選夥伴。有報道指川普當初是想選北達科他州州長道格·伯古姆為競選搭檔，但被他的兩個兒子小唐纳德·特朗普和埃里克·特朗普說服選擇范斯為競選搭檔。
2024年11月5日，万斯當選第50任美國副總統，他是美國第一位「千禧世代」副總統，就任時年僅40歲，亦是史上第三年輕的副總統（前兩名是约翰·C·布雷肯里奇和理查德·尼克松）。

## 美國副總統生涯（2025—）

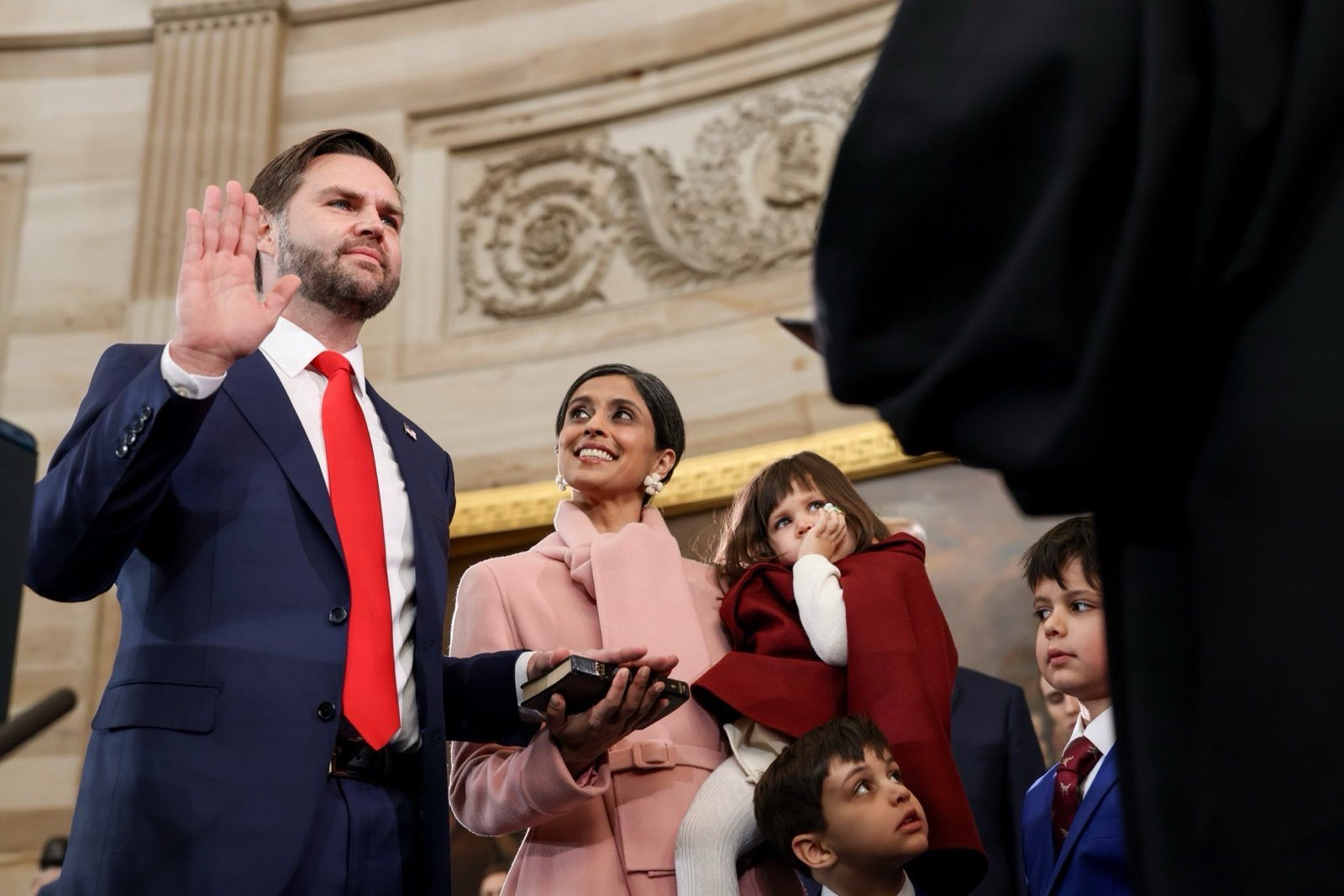
2025年1月20日，萬斯在最高法院大法官布雷特·卡瓦诺的主持下宣誓就任副總統

2025年1月20日中午，萬斯在大法官布雷特·卡瓦诺的主持下宣誓就任，成為美國第50任副總統。 在就職前，他與中华人民共和国副主席韓正舉行了一次會議，討論了中美关系。萬斯是第三位最年輕的副總統，是繼拜登之後第二位天主教副總統，也是第一位來自千禧世代的副總統。他也是第一位擔任副總統的海軍陸戰隊退伍軍人。
萬斯擔任副總統的第一件事，就是在1月21日主持宣誓馬可·盧比奧就任國務卿，他是川普提名的內閣成員中第一位獲得國會批准的人選。 1月24日，他投下決勝的一票，確認皮特·赫格塞斯為國防部長。 2025年2月，在多位聯邦法官針對川普政府的多項行動做出臨時裁決後，萬斯寫道：「法官不被允許控制行政機關的合法權力」。

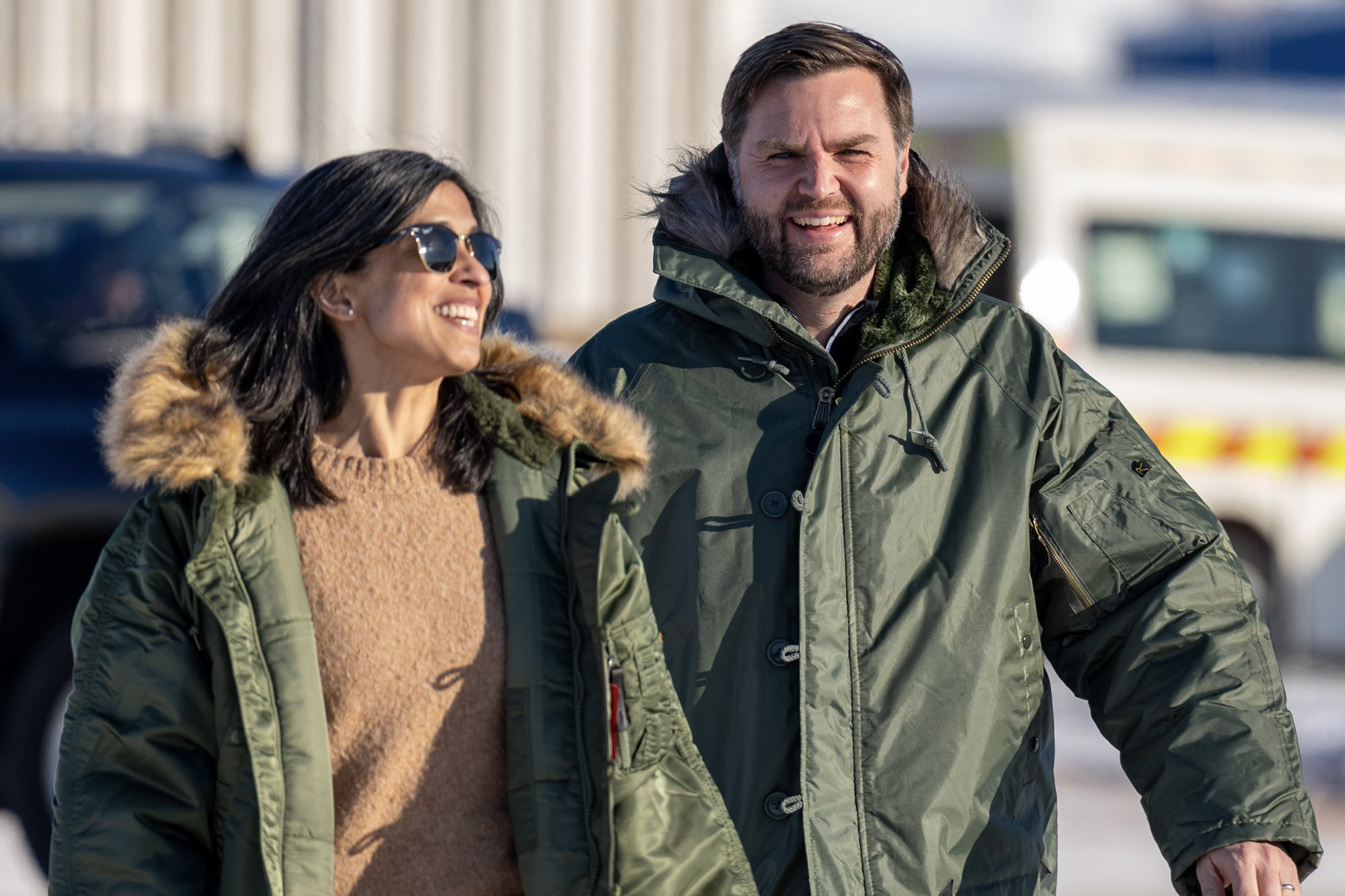
烏莎和JD·萬斯在格陵蘭的皮图菲克太空基地, 2025年3月

2025年3月，萬斯訪問了格陵蘭，這是在任美國副總統的首次訪問，他說“我們不能忽視總統希望美國取得格陵蘭的願望”。 他還警告說，格陵蘭面臨“強國”中國和俄羅斯的“蠶食”，“因為他們擴大了自己的野心”，同時在“給丹麥的信息 ”中宣稱“你們沒有做好工作”。萬斯 批評丹麥“對格陵蘭的安全架構”和“人民”投資不足。第二個月，萬斯慨嘆“全球主義經濟”造成美國“向中國農民（peasants）借錢來購買那些中國農民所製造的東西”。此言論在美國國內以至全世界都引起軒然大波，被认为是在向美國發起的貿易戰火上加油。
2025年3月3日，萬斯在接受福斯新聞有關俄烏談判和安全保障爭議的採訪時，他提到「最好的安全保障就是讓美國人對烏克蘭的未來抱有經濟上的好處。這比從某個近30或40年來未打過仗的國家派出兩萬人軍隊要好得多」(當時表態願意出兵到烏克蘭維和的國家只有法國和英國)，該言論引起英法政界軒然大波。英國跨黨譴責萬斯的言論，并指出英國曾經響應美國在伊拉克、阿富汗的戰事并喪生600名英軍，他的聲明不尊重英軍的貢獻。事後，萬斯辯稱自己沒有指名道姓提到英國，并指英法兩國「都曾與美國並肩作戰，表現英勇」。

### 慕尼黑安全會議
萬斯在2025年2月慕尼黑安全會議(MSC) 的演講中，部分引用了他所說的羅馬尼亞、英格蘭、蘇格蘭和德國的例子，稱“來自內部的威脅”是他對歐洲安全的最大憂慮，“不是俄羅斯，也不是中國”。
幾家媒體將這次演講與美國總統特朗普與俄羅斯總統普京的電話談話一起視為歐美關係的轉折點。有些人稱之為針對美國歐洲盟友的“意識形態戰”和“文化戰”宣言，以及對數十年來跨大西洋關係現狀的“破壞球”。

### 泽连斯基访问美国白宫
2025年2月28日，萬斯和特朗普在白宮的橢圓辦公室，當著記者的面與烏克蘭總統弗拉基米爾·澤連斯基會面，這是一場國際直播的活動。萬斯在會議的前40分鐘基本保持安靜，但隨後插嘴回答了有關川普與俄羅斯總統普京關係的問題 . 萬斯對澤倫斯基說 “通往和平與繁榮的道路或許就是參與外交……是什麼讓美國成為一個好國家，是美國參與外交。這就是特朗普總統正在做的事情”。 澤連斯基回應說，普京沒有遵守與烏克蘭的停火和囚犯交換協議，並問萬斯，「JD，你說的是哪種外交？」

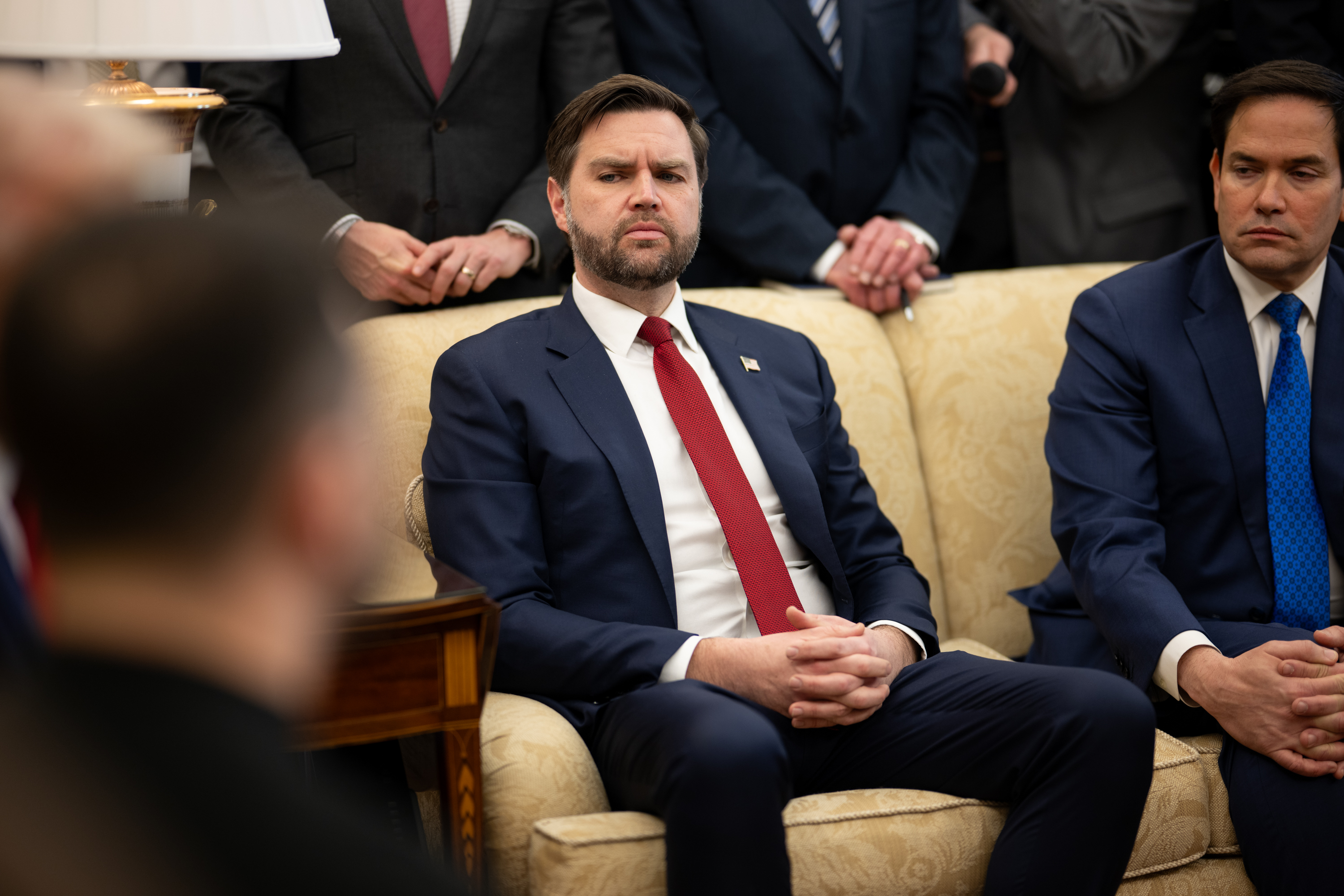
萬斯在會議中坐在國務卿馬可·魯比奧旁邊

隨後對話變得充滿敵意；萬斯回答說，他正在討論“終結烏克蘭毀滅的外交”，並告訴 澤連斯基： 他對澤連斯基說：“你來到橢圓辦公室，試圖在美國媒體面前提出訴訟，這是不尊重的行為。現在，你們因為人手問題，正四處奔走，強迫新兵上前線。你們應該感謝總統試圖結束這場衝突”。澤連斯基詢問萬斯是否曾到訪過烏克蘭；萬斯回答說“看過並見過”有關烏克蘭的報導，並指責澤連斯基展示了烏克蘭的“宣傳之旅”。 他詢問澤連斯基是否曾表示感謝，儘管澤連斯基在對話一開始就對川普說“非常感謝”。 萬斯訛稱澤連斯基“在2024年10月前往賓夕法尼亞州為反對派進行競選活動”；澤連斯基實際上曾到訪過一家工廠，並感謝為烏克蘭生產彈藥的工人，但到訪的時間以及分別稱萬斯為“過於激進”引起了共和黨人的懷疑。 會面結束後，澤連斯基及其代表團被迫離開白宮，取消了烏克蘭與美國簽署礦產交易的原定計劃。

## 個人生活
万斯在他的回憶錄《絕望者之歌》中寫道，他的家鄉是俄亥俄州米德爾頓市，是在低收入家庭中由單親母親和外祖母帶大的。他的家庭生活艱苦，他母親的父母是從肯塔基州搬來的。
万斯的妻子乌莎·万斯為印度裔美國人，印度教徒。兩人在就讀法學院時結識。烏莎於2014至2015年擔任時任哥倫比亞特區聯邦巡迴上訴法院法官布雷特·卡瓦諾（後來成為最高法院大法官）的律政書記，2017至2018年擔任美國最高法院首席大法官約翰·羅伯茨的書記官。兩人育有三名子女。
2019年8月，万斯於俄亥俄州辛辛那提受洗成為天主教徒，不少保守派知識份子也出席了該場受洗典禮，包括《美國保守派》雜誌的專欄作家兼博客羅德·德雷爾。儀式結束後，万斯接受德雷爾專訪時表示，由於自己多年來深深體會到天主教信仰的真實性，因此決定正式受洗成為天主教徒，並指出自己的政治觀點深受天主教的教義影響。
万斯與現任加拿大保守黨眾議院議員賈米爾·吉瓦尼是朋友，兩人在就讀法學院時結識，吉瓦尼亦曾出席萬斯和乌莎的婚禮。万斯在當選副總統後和吉瓦尼於2024年12月8日在弗吉尼亞州阿靈頓與英國保守黨黨魁栢丹娜共進晚餐。

## 選舉紀錄
| 聯邦選舉 | 聯邦選舉          | 聯邦選舉 | 聯邦選舉   | 聯邦選舉   | 聯邦選舉     | 聯邦選舉       | 聯邦選舉 |
| 年度     | 選舉屆數          | 選舉區   | 所屬政黨   | 得票數     | 得票率       | 當選標記       | 備註     |
| -------- | ----------------- | -------- | ---------- | ---------- | ------------ | -------------- | -------- |
| 2022     | 第118屆參議員選舉 | 俄亥俄州 | 共和黨     | 2,192,114  | 53.04%       |                |          |
| 總統選舉 |                   |          |            |            |              |                |          |
| 年度     | 選舉屆數          | 所屬政黨 | 普選票數   | 普選得票率 | 選舉人團票數 | 選舉人團得票率 | 當選標記 |
| 2024     | 第60屆副總統選舉  | 共和黨   | 77,302,580 | 49.8%      | 312          | 57.99%         |          |

## 政治立場
在美国参议院任職期間，万斯被描述為民族保守主义者、右翼民粹主義者，以及帕特-布坎南等旧保守主义的意識形態繼承人。万斯自稱為後自由主義右派（postliberal right）陣營的成員，其他人也這樣描述他。他因與矽谷有聯繫而為人所知。萬斯曾表示，他在網路上「融入了很多奇怪的右翼亚文化」。萬斯曾為傳統基金會領袖凱文·羅伯茨（Kevin Roberts）和極右陰謀理論家傑克·波索比克（Jack Posobiec）所著的書背書。

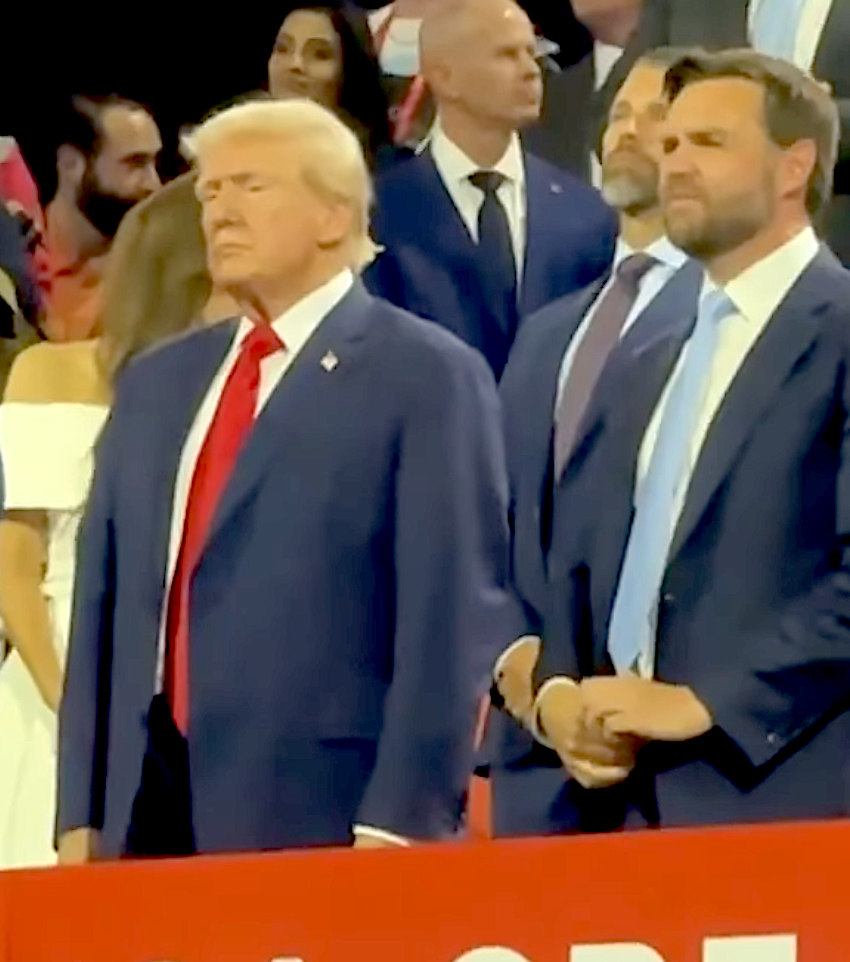
出席2024年共和黨全國代表大會的特朗普和范斯

### 與唐納德·特朗普的關係
在2016年美國總統選舉期間，万斯是共和黨候選人唐納德·特朗普的公開批評者。2016年2月，他在《今日美國》的一篇專欄文章中提到：“特朗普的實際政策建議，從不道德到荒謬都有。”在《大西洋》和查理·羅斯主持的PBS節目中，范斯稱特朗普為“文化海洛因”和“群眾的鴉片”。2016年10月，他在推特上稱特朗普“應受譴責”，並稱自己是“絕不支持特朗普的人”（Never-Trump guy）。在臉書的一條私人信息中，他稱特朗普為“美國的希特勒”。范斯透露，他在2016年美國總統選舉中沒有投票給川普，而是投票給了其他候選人。
到2018年2月，万斯開始改變他的觀點，稱特朗普“是美國少數認識到俄亥俄州、賓夕法尼亞州、東肯塔基州等地存在的挫折感的政治領導人之一”。2020年，万斯表態支持特朗普競選2020年美國總統選舉，但媒體曝光他在當年2月以私人信息評論「特朗普完全未能兌現他的經濟民粹主義」，同時透露他認為特朗普會在選舉中落敗。2021年7月，他為曾稱特朗普“應受譴責”而道歉，並刪除了2016年在推特上批評特朗普的帖子；万斯亦表示，他現在認為特朗普是一位好總統，對自己在2016年選舉期間的批評表示後悔。万斯訪問了海湖庄园，與特朗普和彼得·蒂爾會面，討論他的美國參議院競選活動的正式公告。2021年10月，万斯支持了特朗普推翻2020年美國選舉結果的嘗試，稱特朗普因大規模選舉舞弊而輸掉了2020年美國總統大選。2022年4月15日，特朗普為万斯競選美國參議員背書。
2023年11月，歷史學家罗伯特·卡根在《華盛頓郵報》發表題為“特朗普的獨裁統治越來越不可避免，我們應該停止自欺”的文章後，万斯寫信給司法部長梅里克·加蘭，建議卡根应该为煽动“公开叛乱”或“内战”而被起訴。卡根对此评论到，参议员的干预印证了他的观点：“这表明了当他们受到记者批评时，第一反应是提议把他们关起来”。2024年6月30日，在《面對國家》節目中，万斯說：“我相信總統有廣泛的赦免權……但更重要的是，我認為總統有豁免權”。
万斯对特朗普的政治观念的转变有时被批评为是一种机会主义。

### 社会议题

#### 对婚姻关系
万斯反對《尊重婚姻法案》中所支持的同性婚姻，他曾表示：“我相信婚姻是一男一女之間的事”，但同时称“但我不認為同性婚姻的問題現在還活躍著，我不是那種試圖拆散別人家庭的人。”

#### 對無子女婚姻
萬斯公開而明確地對無子女人士發表負面評論，將之與反社會型人格障礙連結，並提倡給予有子女人士更多投票方面的權利。他在2021年竞选参议员时对福克斯新闻称，“这个国家实际上是被民主党人、被我们的企业寡头、被一群没孩子却养猫的老太婆管着，她们自己活得很可怜，对自己的选择感到痛苦，所以她们也不想让这个国家的其他人活得舒服。”他讚揚匈牙利保守派總理鼓勵已婚夫婦生孩子，並表示父母應該比非父母的人在民主運作中有更大的發言權。

#### 对離婚和家庭暴力的看法
2021年9月，万斯在加利福尼亞州太平洋基督教高中演講時称，即使婚姻中存在暴力，但为了孩子着想也不应该轻易离婚。性革命使美國民眾对待婚姻如同換內衣一樣換配偶，认为这將使人們更幸福，但这对孩子是不幸的。《Vice》寫道，万斯似乎暗示在某些情況下即使是暴力的婚姻也應該繼續；之后万斯澄清並不支持人們留在虐待關係中。

#### 对墮胎
万斯反對墮胎。他在2021年竞选参议员时表示，除非在需要挽救孕妇生命的情况下堕胎才应该被允许，他同时认为在强奸或乱伦的情况下，孕妇也不应该被允许堕胎。他說：“兩個錯誤不能造就一個正確。”“问题并不在于是否应该强迫女性把孩子生下来，而在于是否应该允许这个孩子生存，即使孩子的出生情况对社会来说存在某些不方便或问题。”他在2022年的竞选活动中表示应该在怀孕15周后禁止堕胎。不过之后他表示，反堕胎法律应由各州自行决定，惟仍拒絕說他同意人們可前往其他州墮胎。

#### 对跨性别
万斯提出了一項法案，該法案將使未成年人性別肯定治療成為聯邦重罪，並禁止使用納稅人的資金進行這種治療，聲明中寫道：「在任何情況下，醫生都不應被允許對未成年兒童進行這些可怕的、不可逆轉的手術。」

#### 反壟斷法
万斯表達了對科技巨擘在政治和信息流通中影響過大的擔憂，他呼籲“拆分”谷歌，並暗示Meta也應該被拆分。他稱聯邦貿易委員會主席麗娜·可汗是拜登政府的一員，並稱她在反壟斷方面“做得相當不錯”，特別是針對科技公司的反壟斷法。万斯和民主黨參議員謝爾登·懷特豪斯提出了《停止補貼巨型合併與收購》法案，該法案將終止對超過一定門檻的公司合併和收購的免稅待遇。

#### 工會
万斯称“支持集體談判” ，但他反對擴大員工組織以及有利于集體談判的《PRO法案》，轉而支持保守派團體American Compass提出的工人委員會和行業談判方案。万斯支持2023年美国汽车工人联合会罢工。

#### 移民和邊境安全
万斯曾經譴責特朗普妖魔化移民，但他一再稱非法移民的影響是“骯髒的”。他支持特朗普在南部邊境修建圍牆的提議，並反對認為支持建牆的人是種族主義者的觀點。万斯提議花費30億美元來完成特朗普的圍牆。2022年，他告訴塔克·卡森，民主黨“已經決定，如果不引入大量新選民來取代現有選民，他們就無法在2022年連任”。這導致了民主黨對手提姆·瑞安的指控，稱万斯支持白人至上主義的“大取代”陰謀論，即努力用移民取代白人美國人。他在2022年美國參議院選舉競選期間，万斯表示，由於拜登總統沒有在南部邊境強化安全措施，非法毒品正在湧入俄亥俄州，這一說法被《紐約時報》稱為“明顯虛假”。

#### 環境问题
万斯淡化了氣候變化的議題。在回應一位電台主持人聲稱不存在氣候危機時，万斯說：“我也不認為存在氣候危機。”他表示：“如果你認為人為氣候變化是一個災難性問題，那麼解決辦法就是我們在美國生產更多自己的能源，包括化石燃料”，暗示將能源生產外包會造成更多污染。万斯還認為，環保法規導致大量製造業工作外包到其他國家。他提出了一項法案，將廢除《2022年降低通胀法》中為電動汽車提供的某些稅收抵免，並為在美國製造的汽油車提供7500美元的稅收抵免。

### 外交政策

#### 貿易政策
万斯支持贸易保护主义。他主張對中华人民共和国徵收關稅，並提出一項法案，取消中华人民共和国的最惠國待遇。2025年4月4日，他在接受福克斯新聞采访时说：“我认为我们所有人都应该退一步并扪心自问，全球化的经济给美国带来了什么？从根本上说，它基于两个原则。背负巨额债务，来购买其他国家为我们制造的东西……说得更直白一些，就是我们向中国乡巴佬借钱，来购买中国乡巴佬制造的东西。”他的说法引起广泛争议。中华人民共和国外交部发言人林剑批评他的言论“无知又缺乏礼貌”。

#### 中华人民共和国
万斯认为中华人民共和国是美国“最大的威胁”，并认为俄乌战争正在分散美国对中国威胁的注意力。在2024年共和黨全國代表大會的演讲中，萬斯将美国的工资损失归咎于中国，他认为北京当局试图牺牲美国人的利益来让自身致富。他亦表示，美國面臨的最大威脅是中華人民共和國入侵台灣，「我們最需要防止的是中國入侵台灣，這對美國來說將是災難性的。這將摧毀我們的整個經濟。這將使這個國家陷入大蕭條」。萬斯認為習近平統治的中华人民共和国終會對台灣採取實際的軍事行動，時間可能會比外界預期的更早。他又抨擊拜登政府外交政策軟弱，將美國的武器交給烏克蘭，不能讓台灣有效抵禦入侵。

#### 欧洲局势
万斯是美國在俄乌战争中對烏克蘭軍事援助的公開批評者。在援助乌克兰问题上，万斯强烈反对援乌。他在2023年表示，接受“烏克蘭必須向俄羅斯割讓一些領土”的現實，對美國來說有利。万斯因其對烏克蘭的觀點而受到兩黨批評。2023年12月，他呼籲停止對烏克蘭的進一步援助，因為他說這些援助將被用來讓烏克蘭官員“購買更大的遊艇”。他还称“我真的不在乎乌克兰会发生什么”。

#### 以色列
万斯是以色列的坚定支持者，他称：“在文化上、道德上、政治上，它是一个真正的盟友。这并不仅仅是我们有共同的利益，也因为我们有着共同的价值观。万斯支持美國在以色列—哈馬斯戰爭中資助以色列。2024年7月16日，萬斯在接受福克斯新闻采访时批評拜登政府未能充分支持以色列对哈马斯的战争，並表示以色列應盡快結束在加薩等地的軍事行動，與遜尼派伊斯蘭政權聯合對抗伊朗。

#### 伊朗
2023年10月伊朗民兵襲擊美軍後，万斯反對反擊伊朗，他表示這將是“一個錯誤”，因為他擔心這將是一次重大升級。

#### 北约
在慕尼黑安全会议上，万斯表示美國並不想退出北大西洋公約組織（NATO），但認為美國應將重心轉向東亞，並認為某些歐洲和北約成員國在自身國防上花費不足。

### 其他
2023年，万斯提出了一項法案，將英語定為美國的官方語言。

#### 2023年財政責任法案
万斯是31名投票反對2023年財政責任法案最終通過的參議院共和黨人之一。

## 著作
《絕望者之歌：一個美國白人家族的悲劇與重生》（英語：Hillbilly Elegy: A Memoir of a Family and Culture in Crisis）為万斯撰寫的前半生回憶錄。該書於2016年8月和2017年1月兩度名列《紐約時報》暢銷書榜榜首。万斯的家族來自肯塔基州，文化上深受阿巴拉契亞地區的價值觀所影響，父母自小便搬遷至俄亥俄州米德爾敦，書中重點探討了阿巴拉契亞的價值觀與米德爾敦的社會問題之間的關係。
万斯介紹了自己在俄亥俄州辛辛那提都會區第三大城市米德爾敦的成長經歷和家庭背景。作者描述了自己家族的貧困史，歷代家族成員多從事低收入的勞力工作，而近年這些能勉強為人們提供溫飽的工作機會又是如何逐漸消失。作者並比較自己在離開家鄉後人生觀和生活方式的變化。儘管自己成長於米德爾敦，母親和母親的家族則來自肯塔基州的布雷薩特縣。母親的家族深受阿巴拉契亞價值觀影響，崇尚忠誠和愛國等品德，但阿巴拉契亞社會的肢體暴力和語言暴力問題亦相當嚴重。作者回憶祖父母的酗酒和暴力問題，以及母親多年來除了毒癮纏身，好幾段感情也以失敗告終。祖父母最終達成和解，並成為自己實際上的監護人。祖母對自己的管教既嚴厲又充滿慈愛，使得自己得以完成階級躍遷而離開米德爾敦，並先後於俄亥俄州立大學和耶魯大學法學院就讀。
書中万斯除了介紹自己的成長背景外，亦探討了家族因素對個人之不幸的責任關係。作者批評了鄉巴佬文化如何使人走向墮落，並認為經濟上的貧困反而是次要因素。作者多次列舉自己的個人經歷以強化自己的論點，比如自己曾經在一家雜貨店擔任收銀員，見過不少領社會救濟金的人們使用手機通話，而當時自己的收入完全買不起手機。他怨恨看到這些品行不佳的人生活過得比自己更好，尤其當這些人的行為嚴重違背了自己推崇的責任感和祖母曾經教育自己的嚴厲的愛等價值觀。万斯認為這些社會現象可解釋許多阿巴拉契亞人是如何由原本堅定的民主黨支持者，轉而成為堅定的共和黨支持者。他亦舉例說明鄉巴佬是如何缺乏勤奮等敬業精神，並回憶自己曾見過一名男子因不滿自己的工作必須早起而辭職，辭職後卻在社群媒體上發文抱怨時任總統巴拉克·歐巴馬的經濟政策將自己害慘。作者還回憶起自己的一名同事，儘管該名同事的女友因身孕而無法工作，他卻時常翹班，完全無視自己應承擔的經濟責任。

## 外部連結
- WorldCat 聯合目錄中JD·萬斯的著作或與之相關的著作

| 官衔                 | 官衔                                                                        | 官衔                   |
| -------------------- | --------------------------------------------------------------------------- | ---------------------- |
| 前任者： 賀錦麗      | 美国副总统 2025年－                                                         | 現任                   |
| 政党职务             |                                                                             |                        |
| 前任者： 罗布·波特曼 | 俄亥俄州联邦参议员共和黨被提名人 (第3组) 2022年                             | 最新的                 |
| 美国参议院           |                                                                             |                        |
| 前任者： 罗布·波特曼 | 俄亥俄州联邦参议员(第3组) 2023年－2025年 與謝羅德·布朗、伯尼·莫雷诺同時在任 | 繼任者： 喬恩·赫斯特德 |